# Udránszky László
Udránszky László (Budatin, 1862. október 12. – Budapest, 1914. március 21.) orvos, fiziológus, egyetemi tanár, az MTA levelező tagja.

## Életpályája
Trencsén vármegyében született. Középiskoláit a budapesti I. ker. állami és a kegyesrendi főgimnáziumban végezte, az egyetemi tanulmányait pedig a budapesti tudományegyetemen. 1883-ban szerezte meg orvosi oklevelét. 1883–1886 között gyakornok volt a pesti I. sz. belklinikán, a Korányi Frigyes orvostanár klinikáján. 1886–1890 között külföldi tanulmányúton volt, és tanársegédként működött Hoppe-Seyler professzor strasbourgi intézetében. 1887-ben a freiburgi egyetemre ment, ahol 1889-ben magántanári képesítést nyert orvosi kémiából. 1890-től ismét a pesti I. sz. belklinikán dolgozott, a laboratórium vezetője volt. 1891-ben megszerezte a vegytan magántanára képesítést, 1892-ben kinevezték  kolozsvári egyetemre az élettan nyilvános rendes tanárává, és a vegytan előadója is volt.
Több külföldi tanulmányúton vett részt Németországban, Franciaországban, Belgiumban és Svájcban. 1894 telén a belügyminisztérium megbízásából Németországban tanulmányozta a fertőző betegségek kutatásával foglalkozó intézetek szervezetét.
Az 1895–1896 és 1902–1903 években az orvosi kar dékánja volt, 1909–1910-ben pedig az egyetem rektora.
1909. április 29-én  a Magyar Tudományos Akadémia levelező tagjává választotta, a király pedig ugyanazon év végén kinevezte a budapesti egyetem orvosi karára az élettan nyilvános rendes tanárává, ahol haláláig működött.

## Munkássága
A szénhidrátok kimutatására kidolgozott reakcióival nemzetközi elismertséget szerzett. 
Kimutatta a ptomainok jelenlétét a vizeletben cisztinúria esetén. Kimutatta, hogy a glicerin az erjedésnél mint főtermék  keletkezik. Tisztázta az urohelanin képződését. 
Jelentősek a hőérzésre, a látásra vonatkozó kutatásai is. Az  Akadémiai Almanach 1910-es kiadásában a hazai és külföldi szaklapokban és folyóiratokban 1879–1910 között megjelent 71 munkáját sorolja fel.

### Tudományos közleményei
- A furfurolreakcióról (Mathem. és Term. tud. Ért., 1888)
- Über die Identität des Putrescins und des Tetramethylendiamins (Berichte der Deutschen Chemischen Gesellschaft, 1888)
- Az ép élettani glycosuria kérdésének mai állásáról és az emberi vizelet össz-szénhydráttartalmának meghatározásáról (Orv. Hetil., 1889)
- A glycerin képződéséről a szeszes erjedésnél (Mathem. és Term. tud Ért., 1889)
- Az épélettani szénhydrátkiválasztás szakaszos ingadozásairól (in: Korányi Frigyes működésének megünneplésére kiadott jubiláris dolgozatok, Bp., 1891)
- A száj szerveinek melegérzékenysége és meleg-fájdalom-érzékenysége (in: Dolgozatok Purjesz Zsigmond negyedszázados tanári működésének emlékére, Bp., 1906)
- A látás élettana (in: A szemészet kézikönyve, I. köt., Bp., 1909)
- A fájdalom egységértékének kérdése (Mathem. és Term. tud. Ért., 1911)